# Meryeurus
Meryeurus is een kevergeslacht uit de familie van de boktorren (Cerambycidae). De wetenschappelijke naam van het geslacht werd voor het eerst geldig gepubliceerd in 1998 door Martins.

## Soorten
Meryeurus is monotypisch en omvat slechts de volgende soort:
- Meryeurus servillei Martins, 1998